# Ligny-Saint-Flochel
Ligny-Saint-Flochel település Franciaországban, Pas-de-Calais megyében. Lakosainak száma 238 fő (2022. január 1.). Ligny-Saint-Flochel Marquay, Averdoingt, Bailleul-aux-Cornailles, Foufflin-Ricametz, Roëllecourt és Ternas községekkel határos.

## Népesség
A település népességének változása:
| Lakosok száma | 268  | 278  | 271  | 258  | 248  | 247  | 244  | 241  | 238  |
|               | 2013 | 2015 | 2016 | 2017 | 2018 | 2019 | 2020 | 2021 | 2022 |